# Hollomon–Jaffe-paraméter
A Hollomon–Jaffe-paraméter (HP) a hőkezelés hatását írja le az idő és a hőmérséklet függvényében.

## Hatás
A hőkezelés hatása a hőmérséklettől és a kezelés idejétől függ. Hasonló hatás érhető el alacsonyabb hőmérsékleten hosszabb ideig, mint rövidebb ideig tartó magasabb hőmérsékleten történő hőkezelés során. Lényeges, hogy a hőkezelés során csökkenjen az acélban a feszültség.

## Képlet
A Hollomon–Jaffe-paraméter kifejezi az idő és a hőmérséklet felcserélhetőségét, a következő formula szerint:
{\displaystyle H_{p}={\frac {(273.15+T)}{1000}}\cdot (C+\log(t))}
- T - hőmérséklet, Celsius-fokban,
- t - idő , órákban, izotermikus kondíciók mellett
- C  - egy állandó, mely a vizsgált anyagtól függ.

A Hollomon–Jaffe-paraméter dimenzió nélküli. Az értéke a gyakorlatban  15 és 21 között változik.

## Alkalmazás
A Hollomon–Jaffe-paraméter egy tipikus alkalmazása a hőkezelt acéltermékek állapotának ellenőrzése.
Például hegesztés utáni hőkezeléskor a HP paraméterrel jól leírható az idő és a hőmérséklet egyenrangú szerepe. Ezért a HP paraméter segítségével jól számítható az a szükséges idő és hőmérséklet, melyet alkalmazni szükséges az utókezeléskor.
A Hollomon–Jaffe-paraméternél a C változik az acél széntartalma szerint. C=15 azon acélokra érvényes, ahol a széntartalom 0,9–1,2%. A gyakorlatban a C=20-as értéket használják C-Mn és más alacsony mértékű ötvözések esetén. Néha a C=30 is használatos nagyobb mértékű ötvözés esetén, mint például 9% krómmal ötvözött acélnál.
A Hollomon–Jaffe-paraméter felhasználható a melegítés és hűtés ciklusidejének számítására is. Hasonló a Larson–Miller-paraméterhez, melyet eredetileg a tartósfolyás jellemzésére használnak.